# JOWST
Joakim With Steen også kendt som JOWST (født 26. juni 1989) er en norsk muskiproducer og sangskriver han repræsenterede Norge sammen med vokalisten Aleksander Walmann ved Eurovision Song Contest 2017 med sangen "Grab The Moment" de opnåede en 10. plads.